# Catedral de Quimper
La catedral de Saint-Corentin está ubicada en la población bretona de Quimper, en Francia. Cuando se construyó, se eligió para ello el anterior emplazamiento de un antiguo santuario románico, la iglesia de Nuestra Señora, edificada el siglo XI.
Se trata de una de las tres catedrales de estilo gótico existentes en Bretaña, junto con existentes en las ciudades de Saint-Pol-de-Léon y de Tréguier.
La catedral está consagrada a san Corentín, patrón de Quimper y primer obispo de la ciudad.

## Historia
Se decidió iniciar la construcción de la Catedral en 1239, por orden del obispo Rainaud, canciller de Pedro I, duque de Bretaña. Las obras avanzaron al principio a muy buen ritmo, pero posteriormente se vieron ralentizadas debido a dificultades de índole técnica, financiera y también política, ya que el siglo XIV está fuertemente marcado en Bretaña por las distintas Guerras de Sucesión de Bretaña y su correspondiente acompañamiento de grandes epidemias.
El coro, que fue consagrado en 1287, fue finalizado aproximadamente hacia el año 1300, aunque no quedó completamente abovedado hasta el año 1410, ya durante el reinado del duque Juan V.

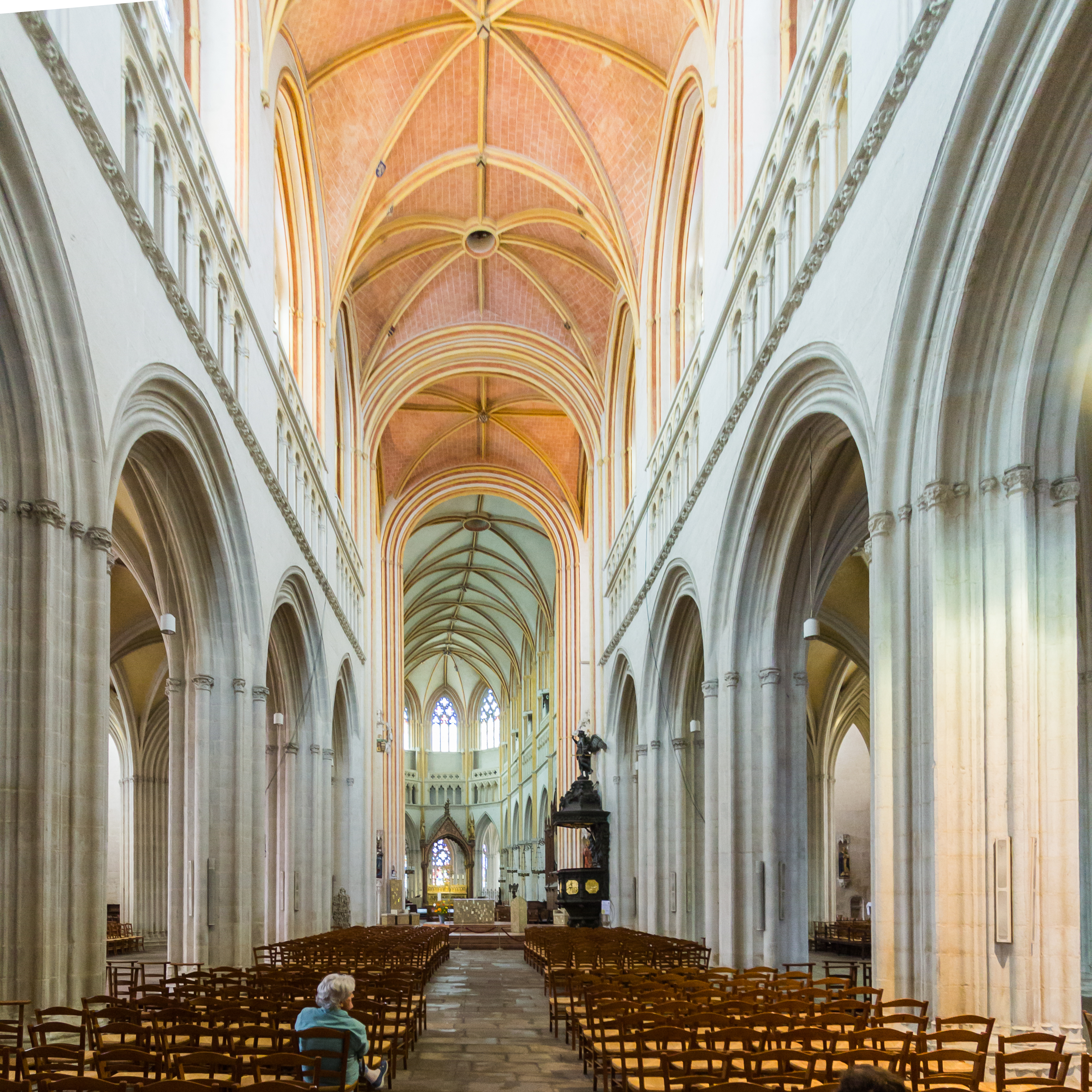
Vista interior de la catedral de Saint-Corentin.

Se puso la primera piedra de la fachada en 1424, pero las obras duraron en total veintiocho años (portada de Sainte-Catherine). Las cúpulas de la nave no estuvieron todas en su lugar sino entre 1486 y 1493.
Durante la Revolución francesa, la Catedral fue transformada en templo dedicado a la Razón. Tanto el mobiliario como los objetos sacros, sin olvidar las estatuas fueron quemados. El edificio no fue devuelto a su anterior uso religioso hasta el Concordato de 1801, momento en que se reemprendieron los trabajos interrumpidos en su construcción. En esa época fueron labradas las barandillas de las galerías superiores de la nave.

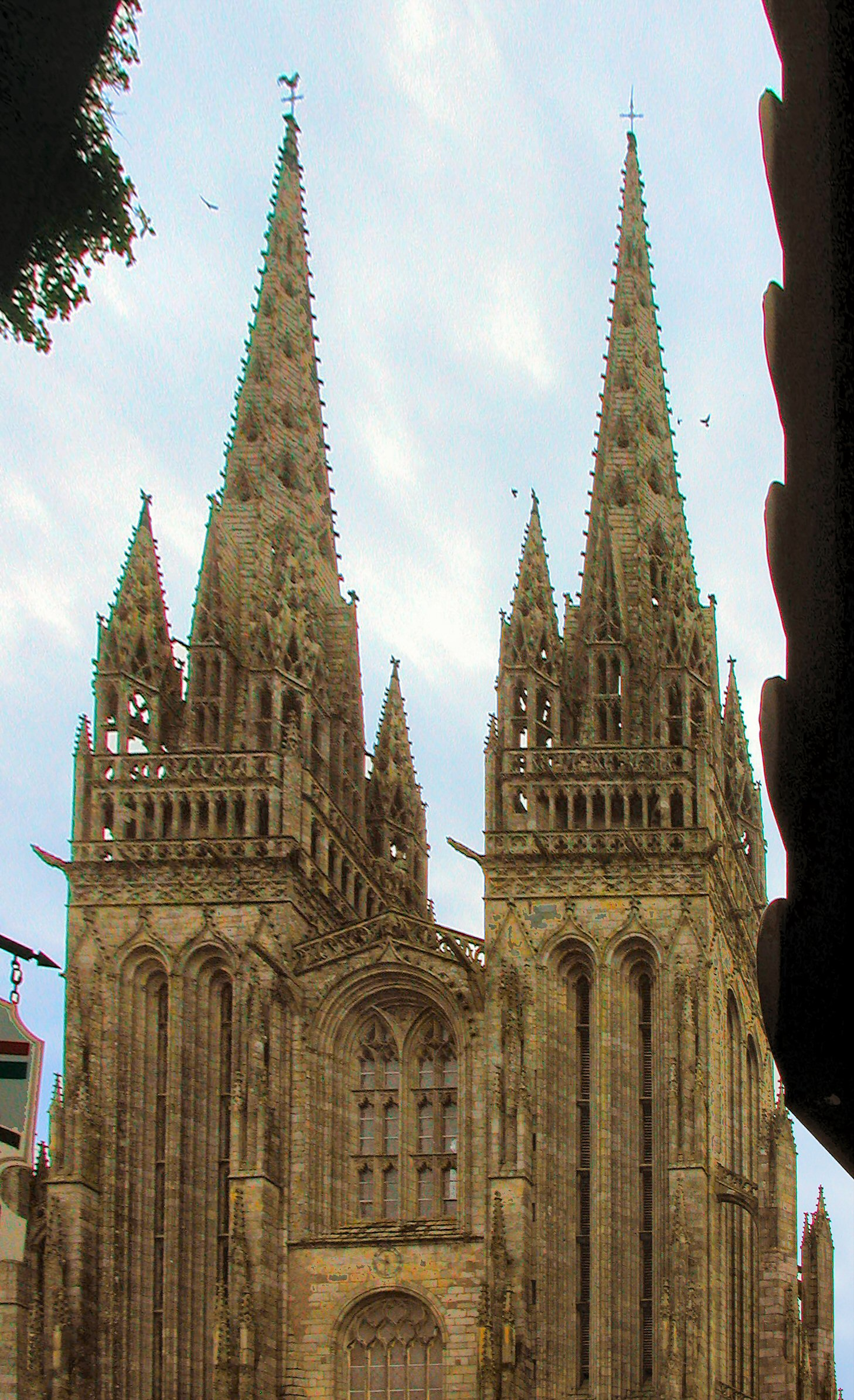
Vista de las torres de la Catedral de Saint-Corentin de Quimper.

Uno de los obispos de Quimper en el siglo XIX, monseñor Graveran, decidió reemprender el proyecto de las agujas, que sólo habían sido esbozadas por Claude de Rohan. Para obtener financiación para esos trabajos, impuso a los fieles una contribución de un sueldo (unidad monetaria del momento anual, por el plazo total de cinco años. Con esos trabajos, en el interior de la Catedral se «reconstituye» una atmósfera medieval, y se lleva a suprimir los retablos. Se procedió pues a la contratación de Yan Dargent para que efectuase la ornamentación de los muros de las capillas. Finalmente, hasta el año 1854 no quedaron concluidas las agujas. Cabe destacar entre ellas una escultura ecuestre de Gradlon, quien fue coronado como rey de Cornouaille en el año 388.
Desde hace varios años, la Catedral de Saint-Corentin ha sido objeto de diversas campañas de restauración, financiadas por el Ministerio de Cultura de Francia. Dichas campañas pretendían la consolidación de las estructuras de la Catedral, así como el reemplazo de las piedras dañadas o la restauración de sus frescos.